# Måsören (Kumlinge, Åland)
Måsören är en ö i Åland (Finland). Den ligger i Skärgårdshavet och i kommunen Kumlinge i landskapet Åland, i den sydvästra delen av landet. Ön ligger omkring 57 kilometer nordöst om Mariehamn och omkring 230 kilometer väster om Helsingfors.
Öns area är 8,1 hektar och dess största längd är 0,6 kilometer i sydöst-nordvästlig riktning. Ön höjer sig omkring 10 meter över havsytan.